# Гермина Рейсс-Грейцская
Принцесса Гермина Рейсс-Грейцская (нем. Hermine Prinzessin Reuß zu Greiz; 17 декабря 1887, Грайц, Тюрингия — 7 августа 1947[…], Франкфурт-на-Одере, Советская зона оккупации Германии) — принцесса Рейсс-Грейцская, в первом браке княгиня Шёнайх-Каролат. Во втором браке в 1922 году стала второй супругой отрёкшегося кайзера Германской империи Вильгельма II.

## Биография
Принцесса Гермина — дочь Генриха XXII Рейсс-Грейцского и принцессы Иды Матильды Шаумбург-Липпской. Её отец был правителем старшей линии княжества Рейсс. Генрих XXII был непримиримым врагом князя Бисмарка и всячески противился вхождению родовых владений в состав Германской империи.

## Первый брак
Гермина вышла замуж 7 января 1907 года за силезского князя Иоганна Георга фон Шёнайх-Каролата (11 сентября 1873 — 7 апреля 1920).
У супругов было пятеро детей:
- Принц Ганс Георг Генрих Людвиг Фридрих Герман Фердинанд (3 ноября 1907 — 9 августа 1943), женат на Сибилле, баронессе фон Цедлиц-Лайпе, погиб во время Второй мировой войны, 2 детей
- Принц Георг Вильгельм (16 марта 1909 — 1 ноября 1927), женат не был, детей не оставил
- Принцесса Каролина Гермина Ванда Ида Луиза Феодора Виктория Августа (9 мая 1910 - 30 мая 1959), вышла замуж за Хьюго Герберта Хартнера
- Принц Фердинанд Иоганн Георг Герман Генрих Людвиг Вильгельм Фридрих Август (5 апреля 1913 — 17 октября 1973), женился на Розе Раух дважды (1938-1941) и (1947-1961), развод, затем на баронессе Маргарет фон Зекендорфф.
- Принцесса Генриетта Гермина Ванда Ида Луиза (25 ноября 1918 — 16 марта 1972), вышла замуж за принца Карла Франца Прусского (внука императора Вильгельма II), 3 детей, развод.

## Брак с кайзером

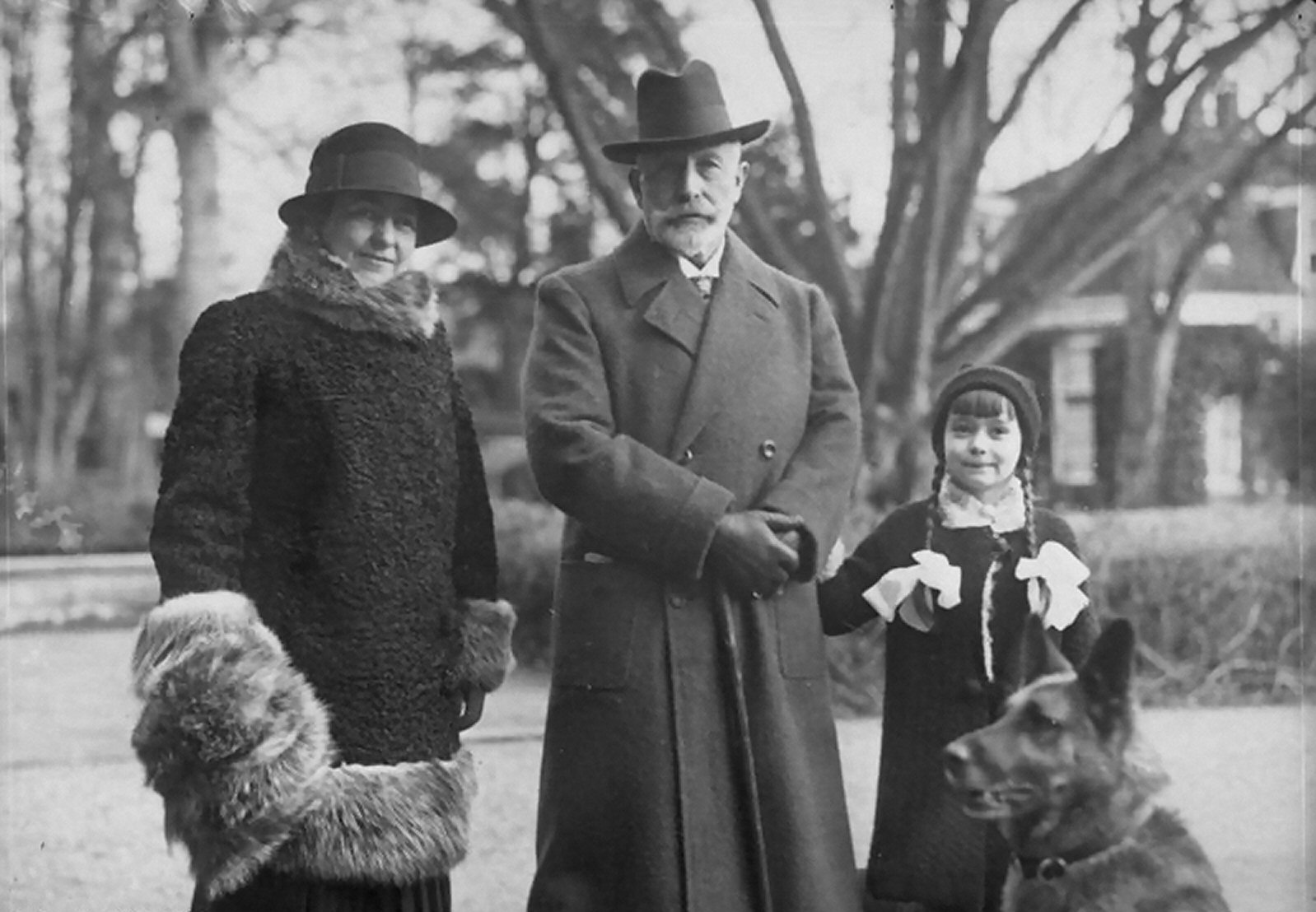
Гермина вместе со своим вторым мужем, Вильгельмом II и дочерью Генриеттой Герминой

В январе 1922 года сын принцессы Гермины послал поздравительную открытку ко дню рождения бывшего кайзера, который затем предложил мальчику и его матери приехать к нему в Дорн. Вильгельм нашёл Гермину очень привлекательной женщиной и очень любил её компанию. Оба они недавно овдовели: Гермина потеряла мужа, умершего от туберкулёза, чуть более полутора лет назад, а Вильгельм свою супругу — всего девять месяцев назад.
В начале 1922 года Вильгельм решил жениться на Гермине. Несмотря на возражения детей (Гермина была на 5 лет моложе старшего сына Вильгельма) и оставшихся германских монархистов – сторонников кайзера, 63-летний Вильгельм и 34-летняя Гермина поженились 5 ноября 1922 года в Дорне. Это был счастливый брак. Гермина оставалась постоянным спутником жизни императора до самой его смерти в 1941 году. Общих детей у них не было.

## Последующая жизнь
Дочь Гермины Генриетта вышла замуж за внука Вильгельма II, сына принца Иоахима, принца Карла Франца в 1940 году.
После смерти Вильгельма II в 1941 году Гермина вернулась в Германию. Она проживала в имении своего первого мужа в Силезии до 1945 года. Гермина умерла в возрасте 59 лет  Бранденбург в августе 1947 года. Она была похоронена в Античном храме в Потсдаме.

## Титулы
- Её Светлость Принцесса Гермина Рейсс-Грейцская (1887—1907)
- Её Светлость Принцесса Гермина Шёнайх-Каролат (1907—1922)
- Её Императорское и Королевское Высочество Императрица Германии и королева Пруссии (1922—1941) — номинально
- Её Императорское и Королевское Высочество Вдовствующая императрица Германии и королева Пруссии (1941—1947) — номинально